# Philosophia perennis
A philosophia perennis (néhol bővebben: philosophia perennis et universalis, vagy rövidítve: sophia perennis, esetleg religio perennis) vagy más szavakkal: örök filozófia, halhatatlan bölcsesség, vagy perennializmus olyan filozófiai elképzelés, mely a világ minden vallási hagyománya mögött egyetlen, közös metafizikai igazságot, Primordiális Tradíciót, vagy eredetet feltételez, melyből minden ezoterikus és exoterikus tudás és tan kifejlődött.
Ennek a szemléletnek a gyökerei a reneszánsz ember megújult érdeklődésében gyökereznek az újplatonizmus Egy-ről, mint Legfőbb Jóról kialakított ideái iránt, mely Egyből árad ki minden létezés. Marsilio Ficino (1433–1499) a hermetizmus egyesítésére törekedett a görög, illetve a zsidó-keresztény gondolkodással, megkülönböztette az ún. prisca theologiát, mely minden korban megtalálható volt. Giovanni Pico della Mirandola (1463–94) azt állította, hogy az igazság több hagyományban is megtalálható. Célul tűzte ki Platón és Arisztotelész gondolkodásának összehangolását és felfedezte a prisca teologia jellegzetességeit Averroës (Ibn Rusd) munkáiban, a Koránban, a Kabbalában és más forrásokban. Agostino Steuco (1497–1548) alkotta meg a philosophia perennis fogalmát.
Népszerűbb értelmezések is léteznek az univerzalizmus mellett, mely szerint minden vallásnak - a különbözőségek leple alatt - megvan a közös igazságalapja. A XIX. századi transzcendentalizmus a metafizikai Igazság és az univerzializmus elgondolásait terjesztette és lelkesítőleg hatott az unitarianizmusra és sok hívet szerzett magának az indiai elit körében. A XIX. század vége felé a Teozófiai Társulat tovább népszerűsítette az univerzializmust nyugaton, illetve a gyarmatokon. A XX. században a neohinduizmus által inspirált Tradicionalista iskola révén tett szert további népszerűségre az univerzializmus az angolajkú világban, valamint Aldous Huxley könyve, a "The Perennial Philosophy" hatására, mely ugyanezekből nyert ihletet.

## Meghatározás

### Reneszánsz
A philosophia perennis fogalma reneszánsz teológusoktól származik, akik az újplatonizmusból és Platón idea-elképzeléséből merítettek ihletet. Marsilio Ficino (1433–1499) amellett érvelt, hogy létezik egy a világ, a lélek, illetve a szeretet alapját képező egység, melynek az ellentéte is jelen van. Giovanni Pico della Mirandola (1463–1494), Ficino tanítványa szerint az igazság számos hagyományban megtalálható. Agostino Steuco (1497–1548) szerint pedig létezik "minden dolog egyetlen princípiuma, amelyből származott minden korok egy és ugyanaz az emberi tudása."

### Tradicionalista Iskola
Ez a kortárs, tudományos orientációjú iskola folytatja a tárgyi metafizikai irányultságot. A Tradicionalista Iskola szerint a philosophia perennis "abszolút Igazság és végtelen Jelenlét." Az Abszolút Igazság "a halhatatlan bölcsesség (sophia perennis), mely az emberiség minden lényegét tekintve régi vallásának a transzcendens forrását képezi." A Végtelen Jelenlét "a halhatatlan vallás (religio perennis), mely minden lényegét tekintve régi vallásnak a szívében él." A Tradicionalista Iskola megkülönböztet "transzcendens" és "immanens" dimenziót, nevezetesen a maradandó Valóságot vagy Abszolútot és "a Valóságról való akaratlagos koncentrációt."
Mateus Soares de Azevedo brazil vallástörténész hasonlóan azt állítja, hogy a philosophia perennis az egyetemes igazság ugyanaz a világ minden régi vallási tradíciójában és ez vallási tanaik alapja. A vallásoknak azonban alkalmazkodniuk kell az adott emberi kultúra, illetve történelmi korszak pszichológiai, intellektuális és társadalmi igényeihez. E halhatatlan igazságot fedezték fel újra és újra az egyes korok különféle misztikusai, mely az akkor meglévő vallásokban már csak üres közhellyé, tartalom nélküli szertartásossággá silányult.
Morgan Shipley megjegyzi még, hogy a Tradicionalista Iskola a régi hagyományokra irányul és elutasítja a modern szinkretizmust és univerzalizmust, mely a régiek alapján új vallások megalapításához és a meglévő tradíciók kompromittálódásához vezet.

### Aldous Huxley és a misztikus univerzalizmus
Az univerzalizmus jeles képviselője volt Aldous Huxley, aki Vivékánanda neohinduizmusa hatására a világvallások univerzalista értelmezését, végeredményben a philosophia perennist népszerűsítette. Szerinte:
|  | „A philosophia perennist a legtömörebben a szanszkrit "tat tvam asi" ("Te Az vagy") formulája ragadja meg. Az Átman, vagy a legbenső örök Önvaló, egy Brahmannal, minden létező abszolút princípiumával és minden emberi lény végső célja, hogy mindenki saját erejéből jöjjön rá, hogy megfejtse, ki is ő valójában.” |
|  | |

Huxley "Védánta és a Nyugat" című 1944-ben írt tanulmányában alap munkahipotézisként leírja a nagy világvallások misztikus ágaiban fellelhető philosophia perennis alapvető körvonalait:
|  | „Hogy van egy Mindenható Istenség vagy Alap, aki minden megnyilvánulás megnyilvánulatlan alapja. Hogy az Alap transzcendens és mindenben jelen van. Hogy minden emberi lény számára lehetséges szeretni, megismerni és tulajdonképpen azonossá válni az Alappal. Hogy ennek az egységes tudásnak az elérése, a felsőbb identitás felismerése az emberi létezés végső célja. Hogy van egy törvény, illetve dharma, melynek engedelmeskedni kell, egy Tao vagy Út, melyet követni kell, ha az ember el akarja érni végső célját.” |
|  | |

## Eredet
A philosophia perennis az újplatonizmus és a kereszténység keveredéséből származik. Az újplatonizmusnak változatos az eredete a hellenisztikus civilizáció szinkretista kultúrájában és később, a középkor filozófiáját is nagyban befolyásolta.

### Ókor

#### Hellenisztikus kor: vallási szinkretizmus
Nagy Sándor hódító hadjáratai különböző kultúrák érintkezésével, majd e kultúrák alapideáinak kicserélődésével jártak. A görög eleusziszi, illetve dionüszoszi misztériumok keveredtek az Ízisz-, a Mithrász-kultusszal, illetve a hindu-, és némileg a perzsa kultúrával. Ez a kultúrák közötti kölcsönös egymásra-hatás nem volt ismeretlen a görögök számára, hiszen Hérodotosz történetíró már a Kr.e. V. században egyenlőséget tett az egyiptomi Ozirisz és a görög Dionüszosz istenség között.

#### Római kor: Alexandriai Philón
Alexandriai Philón (néhol csak: Philo, kb. Kr.e. 25 – kb. Kr.u. 50) megkísérelte összeegyeztetni a görög racionalizmust a héber Tórával, mely kikövezte az utat a kereszténység számára az újplatonizmus, de az Ószövetség felé is, utóbbi elfogadása ugyanis nem volt teljesen egyöntetű a korai keresztények körében. Markión például hitt Krisztusban, Pál apostolt is elfogadta, de elutasította a "Héber Bibliát". Philo a judaizmus fogalmait megfeleltette a sztoikus, a platonista, illetve újplatonista fogalmaknak és úgy tartotta, hogy Isten racionalitás-feletti és csak eksztázis révén érhető el. Azt is állította, hogy Isten orákulumai az erkölcsöt és a vallást érintő tudás lényegét szolgáltatják.

#### Új- vagy Neoplatonizmus
Ez a filozófiai irányzat Kr.e. III. században keletkezett és egészen az athéni Akadémia I. Iusztinianosz bizánci császár általi bezáratásáig állt fenn. Nevéből adódóan Platón volt az, aki jelentős hatást gyakorolt a neoplatonistákra, illetve az a hat évszázad, amikor ez az irányzat virágzott és amely során a követők legkiválóbbjai önállósodtak is Platóntól. E filozófia magában foglalja a valóság teljességének eredeztetését "az Egy"-től. E gondolat megalkotójának Plótinoszt (Kr.u. 203 – 269)  tartják és hatást gyakorol az emberi gondolkodásra napjainkig.
Az újplatonista elképzelések a középkorban aztán muszlim, zsidó és keresztény gondolkodók filozófiai és teológiai munkáiban köszöntek vissza.

### Reneszánsz

#### Ficino és Mirandola
Marsilio Ficino (1433–1499) új vélte, hogy Hermész Triszmegisztosz - a Corpus Hermeticum feltételezett írója - a bibliai Mózes kortársa volt, továbbá Püthagorasz tanítója és a görög-római, illetve zsidó-keresztény gondolkodás forrása. Ficinora Platónon kívül hatással volt még Arisztotelész skolasztikus filozófiája és több álnéven írt misztikus írás is. Saját gondolkodását egy fejlődés eredményének tartotta, részben integrálva az ókori Platón előtti filozófusok igazságait (beleértve: Zarathustra, Hermész Triszmegisztosz, Orpheusz, Püthagorasz, stb.), hogy aztán Platónban érje el csúcspontját. A Prisca theologia, vagy ősi teológia, mely magában hordozza az igazságot, és amely megtalálható minden korszakban, alapvető fontosságú gondolat volt Ficino számára.
Giovanni Pico della Mirandola (1463–1494), Ficino tanítványa továbbment mesterénél és úgy gondolta, hogy más tradíciókban is megtalálható az igazság. Platón és Arisztotelész filozófiájának összehangolását javasolta, továbbá a prisca theologia jellegzetességeit látta Averroës munkáiban, a Koránban, a Kabbalában és más forrásokban. Pico és Ficino halála után az általuk követett filozófiai irányvonal kibővült a francia Symphorien Champier(en) (1471-1539), és az olasz Francesco Giorgio(en) (1466-1540) munkásságával.

#### Steuco
A perenni philosophia fogalmat először Agostino Steuco(en) (kb. 1497–1548) használta 1540-ben megjelent értekezésében, a "De perenni philosophia libri X"-ben. Habár Luthert, illetve Kálvint elutasította, mégis a XVI. századi bibliakutatók és teológusok "liberális" szárnyához tartozott. Azt állította, hogy létezik minden dolgok egyetlen közös alapelve és ez az egyetlen tudás (vagy sapientia) volt filozófiájának kulcseleme, melyben a fejlődésen túl a folyamatosságot hangsúlyozta. Arisztotelészhez képest Platónt részesítette előnyben, mert nagyobb összhangot vélt felfedezni filozófiája és a kereszténység között. Úgy gondolta, hogy a filozófia harmonikusan működhet együtt a vallással és hogy Isten megismeréséhez juttathat. Komoly hatással volt rá Iamblikhosz állítása, miszerint az Istenről való tudás mindenkiben ösztönös, illetve nagy fontosságot tulajdonított Hermész Triszmegisztosznak.
Érdekes módon a perenni philosophia-ról szóló műve nem került egyházi tiltólistára, másik művéhez, a "Cosmopoeia"-hoz képest, amelyiket betiltották, pedig hasonló elveket nyilvánított ki. Később Gottfried Wilhelm Leibniz munkáiban köszönt vissza a halhatatlan bölcsesség, de Steuco említése nélkül, mert a hugenotta Philippe de Mornay interpretációját jobbnak tartotta.

## Népszerűvé válás

### Transzcendentalizmus és Unitárius Univerzalizmus
Ralph Waldo Emerson (1803–1882) egyike volt a transzcendentalizmus, mint korai XIX. századi liberális protestáns mozgalom, vezető alakjainak. E mozgalom az angol és német romantikában, Herder és Schleiermacher Biblia-kritikáiban, illetve David Hume szkepticizmusában gyökerezett. A transzcendentalisták a vallás intuícióra épülő, átélésen alapuló megközelítését hangsúlyozták. Schleiermacher szerint az egyén igazságra való intuitív "ráérzése" az igazság ismertetőjegye. Az első hindu szövegfordítások megjelenése is hatott a gondolkodásukra. Támogatták mind az univerzalizmust, mind az unitarianizmust abban, hogy más vallások is rendelkeznek az igazsággal (mint például azzal, hogy egy jóságos Isten megváltja az emberi lényeket), nem csak a kereszténység.

### Teozófiai Társulat
A XIX. század végére a philosophia perennis gondolata a vezető teozófusoknak (H. P. Blavatsky és Annie Besant) köszönhetően népszerűvé vált "bölcsességvallás", illetve "ősi bölcsesség" megnevezések alatt. A Teozófiai Társulat nem csak a keleti vallások nyugati népszerűsítésére fordított figyelmet, hanem pl. a srí lankai vagy a japán buddhizmus befolyásolására is.
A teozófiából kivált antropozófia ettől eltérően a Krisztológiát állítja szemlélete középpontjába és úgy tartja, hogy a Valóságot az látja helyesen, aki Krisztus kozmikus és az emberiség fejlődése szempontjából játszott központi szerepét felismeri.

### Neohinduizmus
A hindu Rám Mohan Ráj (1774-1833) vallási és társadalmi reformjai, Rámakrisna és Vivékánanda misztikája hatással voltak pl. Huston Smith és Joseph Campbell munkásságára, Indiában ugyanakkor átvették a nyugati univerzalizmus eszméjét. Úgy gondolták, hogy a hinduizmus a philosophia perennis egyfajta szimbóluma. A világvallások egysége központi impulzusa volt a XIX. századi hindu reformereknek, akik közül Rám Mohan Ráj amellett érvelt, hogy az istenség túlmutat vallásokon és szent iratokon, és hogy egyik vallás sem sajátíthatja ki egyedüli igazságként saját értelmezését. Rámakrisna misztikus elragadtatásaiban egyaránt megjelent számára Krisztus, Mohamed próféta és saját istensége, Káli istenanya. Rámakrisna tanítványa, Vivékánanda az 1890-es években az Amerikai Egyesült Államokba utazott és megalapította a "Vedanta Society" szervezetet.

### Tradicionalista Iskola
A Tradicionalista Iskola XX. századi gondolkodók csoportja volt, akiket nyugtalanított a tudás hagyományos formáinak a hanyatlása a nyugati társadalmakban, úgy esztétikai, mint spirituális értelemben. Az irányzat legfőbb képviselői, mások mellett, René Guénon, Ananda Coomaraswamy, Frithjof Schuon, Huston Smith, Julius Evola és a magyar Hamvas Béla voltak.
A Tradicionalista Iskola szerint a hagyományos vallások egyetlen metafizikai forrásból származnak és a "philosophia perennis" olyan világképet jelöl, mely ellentétben áll a szekuláris társadalmak természettudományos világnézetével (szcientizmussal) és amely újra fel akarja fedezni a szekularizáció előtti bölcsességhagyományt. Ezt példázza Guénon legnagyobb alkotása is, a The Reign of Quantity and the Signs of the Times (A mennyiség uralma és az idők jelei). A Primordiális Tradíció fogalma gyakorlatias és tudományos körökben is elfogadott volt és nagyban bátorítást kapott az 1893-ben Chicagoban megrendezett "International Conference of Religions" ("Vallások Nemzetközi Konferenciája") rendezvényen.

### Aldous Huxley
Aldous Huxley, aki sokat tett a fogalom népszerűsítéséért a XX. században és akire a neohinduizmus és az univerzalizmus voltak nagy hatással, 1945-ben, "The Perennial Philosophy" című könyvében úgy határozza meg, hogy a philosophia perennis:
|  | „(...) az a metafizika, mely felismeri, hogy az Isteni Valóság alapvető lényege a tárgyi, az élő, a racionális világnak; az a pszichológia, mely az emberi lélekben valami hasonlót, vagy akár azonosat talál az Isteni Valósággal; az az etika, mely az ember végső célját minden létező immanens ("önmagában rejlő") és transzcendens ("érzékfeletti" vagy "természetfeletti") alapjának tudásába helyezi; az a dolog, mely időtlen és egyetemes. A philosophia perennis csökevényeit a világ minden részén megtalálhatjuk a primitív népek tradicionális tanításaiban és teljesen kifejlett formái a magasabb rendű vallásokban találhatók meg.” |
|  | |

Huxley szerint az Isteni Valóság érzékeléséhez a következő feltételeket kell teljesíteni: "szeretővé, tiszta szívűvé és egy-kedélyűvé kell válni." Vitatja, hogy csak kevesen képesek elérni ezt az állapotot. Akik teljesítik ezeket a feltételeket, azok képesek megragadni az egyetemes igazságot és úgy tudják tolmácsolni, mint akiket általában szenteknek, prófétáknak, bölcseknek, vagy megvilágosodottaknak hívunk.

### New Age
A philosophia perennis a New Age mozgalmak központi filozófiája, mely a XX. század második felében fejlődött ki. Fő tanaik mind a keleti, mind a nyugati spirituális és metafizikai hagyományból merítenek, de hatással voltak rájuk az önfejlesztő-, illetve motivációs technikák, az alternatív gyógymódok, a parapszichológia, az emberi tudatot és a kvantumfizikát érintő tudományos eredmények. A New Age fogalma a közelgő asztrológiai Vízöntő korra utal.
A New Age célja korlátozó dogmáktól, illetve elhatárolódástól mentes spiritualitás kialakítása, amely befogadó és pluralista ("több-elvű"). Kitart holisztikus világnézete mellett, mely hangsúlyozza, hogy a Test, a Lélek és a Szellem egymással kölcsönös kapcsolatban állnak és egy a monizmushoz hasonló egység van a Világegyetemben. A tudományt és a spiritualitást egyaránt magában foglaló világképet igyekszik kialakítani, mely felöleli a tudomány mainstream áramlatait és az attól eltérő interdiszciplináris- vagy határtudományokat is.

## Akadémikus viták

### Misztikus átélések
A philosophia perennis gondolata központi téma a misztikus átélésekről szóló akadémikus vitáknak. Huston Smith megjegyzi, hogy a Tradicionalista Iskola elképzelése a halhatatlan bölcsességről nem misztikus átéléseken alapszik, hanem metafizikai intuíciókon. A misztikus átélésről szóló vita áthelyezte a hangsúlyt a metafizikai intuíciókról a vallásos átélésre és a "dualitás-nélküliség" elképzelésére, illetve a módosult tudatállapotokra.
William James a "The Varieties of Religious Experience" című művében népszerűsítette a "vallásos átélés" fogalmát, mely befolyást gyakorolt a miszticizmus értelmezésére azzal a felfogásával, mely szerint az nem más, mint olyan jellegzetes megtapasztalás, mely tudást kínál. Más írók, mint például Walter Terence Stace, Huston Smith, és Robert K.C. Forman vitatják, hogy hasonlóságok lennének az egyes vallások, kultúrák, illetve korszakok misztikus átélései között. Stace számára az átélések lényegének univerzalitása szükséges, de nem elégséges feltétele annak, hogy hitelt adjunk bármely vallásos átélés kognitív tartalmának.
Wayne Proudfoot a "vallásos átélés" gyökereit a német teológus Friedrich Schleiermacher (1768–1834) elképzelésére vezeti vissza, aki vitatta, hogy a vallás a végtelenség érzésén alapulna. A "vallásos átélés" elképzelését Schleiermacher a vallás védelmében használta az egyre növekvő tudományos és világi kritikák ellenében. Számos hittudós magáévá tette ezt a szemléletet, akik közül William James volt a legbefolyásosabb.
A kritikusok rámutatnak, hogy az "átélés" hangsúlyozása az egyén parányi személyiségét részesíti előnyben a közösség helyett. Nem sikerül különbséget tennie eseti átélések és a miszticizmus, mint folyamat között, melynek szerves része a vallásos liturgia, a szentírás, az istentisztelet, az erények, a teológia, a szertartások és lelkigyakorlatok összessége. Richard King felhívja a figyelmet a "misztikus átélés" és a társadalmi igazságosság szétválására is:
|  | „A misztika kisajátítása - mely a misztikának a személyes átélések pszichológiai birodalmába helyezésének az egyre növekvő tendenciája - arra szolgál, hogy mentesítse annak politikai következményétől, s így a társadalmi igazságosságtól. A misztika éppen ezért a belső béke és nyugalom megteremtésének személyes ügyeként tűnik fel, mely ahelyett hogy megváltoztatná a világot, a szorongásai és stressze csökkentésével megbékíti az egyént a status quo-jával.” |
|  | |

### Vallásos pluralizmus
A vallásos pluralizmus úgy tartja, hogy a különféle világvallásoknak határt szabnak a jellegzetes történelmi és kulturális körülményeik, ezért nincs egyetlen igazi vallás. Minden vallás az emberiség azon igyekezetének közvetlen eredménye, hogy megragadja, illetve megértse a felfoghatatlan isteni valóságot. Éppen ezért minden vallásnak hiteles, de végső soron nem kielégítő felfogása van az isteni valóságról, mely az egyetemes igazság elfogult megértését okozza. Egymásnak ellentmondó nézetek összeegyeztetését (szinkretizmus) igényli a megváltás útjának vagy a spirituális megvilágosodás elérésének teljes megértése.

### Nyomtatott források
- Soares de Azevedo, Mateus (2005), Ye Shall Know the Truth: Christianity and the Perennial Philosophy, World Wisdom, ISBN 0-941532-69-0
- Blavatsky, Helena Petrovna (1997), The Key to Theosophy, Mumbai, India: Theosophy Company
- James S. Cutsinger, The Fullness of God: Frithjof Schuon on Christianity, Bloomington, Indiana: World Wisdom, 2004
- Drury, Nevill (2004), The New Age: Searching for the Spiritual Self, London, England, UK: Thames and Hudson, ISBN 0-500-28516-0
- Durant & Durant (1966), Will Durant, The Story of Civilization. Volume 2: The Life of Greece,, Simon and Schuster
- Ranjit Fernando (ed.) (1991), The Unanimous Tradition, Essays on the essential unity of all religions. Sri Lanka Institute of Traditional Studies, 1991 ISBN 955-9028-01-4
- Hori, Victor Sogen (1999), Translating the Zen Phrase Book. In: Nanzan Bulletin 23 (1999), <http://www.thezensite.com/ZenEssays/HistoricalZen/translating_zen_phrasebook.pdf>
- Huxley, Aldous (1945), The perennial philosophy (1st ed.), New York: Harper & Brothers
- Huxley, Aldous (1990), The Perennial Philosophy (Harper Perennial 1990 ed.), Harper & Row, ISBN 0-06-090191-8
- Huxley, Aldous (2004), The Perennial Philosophy (Harper Modern Classics 2004 ed.), Harper & Row, ISBN 0-06-057058-X
- John Holman (2008), The Return of the Perennial Philosophy: The Supreme Vision of Western Esotericism. Watkins Publishing, ISBN 1-905857-46-2
- Jacobs, Alan (2004), Advaita and Western Neo-Advaita. In: The Mountain Path Journal, autumn 2004, pages 81-88, Ramanasramam, <http://www.sriramanamaharshi.org/mpath/2004/october/mp.swf> Archiválva 2015. május 18-i dátummal a Wayback Machine-ben
- Perennial Philosophy, Brenda Jackson, Ronald L McDonald, Penguin Group (USA) ISBN 0-452-00144-7
- King, Richard (2002), Orientalism and Religion: Post-Colonial Theory, India and "The Mystic East", Routledge
- Lings, Martin & Minnaar, Clinton (2007), The Underlying Religion: An Introduction to the Perennial Philosophy, World Wisdom, ISBN 9781933316437, <https://books.google.fr/books?id=IjRj-6-8a3IC&printsec=frontcover&#v=onepage&q&f=false>
- The other perennial philosophy: a metaphysical dialectic, Author	Alan M. Laibelman, University Press of America, (2000), ISBN 0-7618-1827-8
- McMahan, David L. (2008), The Making of Buddhist Modernism, Oxford University Press, ISBN 9780195183276
- "The Mystery of the Two Natures", in Barry McDonald (ed.), Every Branch in Me: Essays on the Meaning of Man, Bloomington, Indiana: World Wisdom, 2002
- McEvilley, Thomas (2002), The Shape of Ancient Thought
- Frithjof Schuon and the Perennial Philosophy, Authors Harry Oldmeadow and William Stoddart, Contributor	William Stoddart, Publisher World Wisdom, Inc, (2010) ISBN 1-935493-09-4
- Parsons, William B. (2011), Teaching Mysticism, Oxford University Press
- Whitall N. Perry, A Treasury of Traditional Wisdom, Louisville, Kentucky: Fons Vitae, 2001
- Prothero, Stephen (2010), God is Not One: The Eight Rival Religions That Run the World--and Why Their Differences Matter, HarperOne, ISBN 0-06-157127-X
- Roy, Sumita (2003), Aldous Huxley And Indian Thought, Sterling Publishers Pvt. Ltd
- Schmitt, Charles (1966), "Perennial Philosophy: From Agostino Steuco to Leibniz", Journal of the History of Ideas. Vol. 27, No. 1, (Oct. – Dec. 1966, pp. 505-532)
- Sharf, Robert H. (2000), The Rhetoric of Experience and the Study of Religion. In: Journal of Consciousness Studies, 7, No. 11-12, 2000, pp. 267-87, <http://buddhiststudies.berkeley.edu/people/faculty/sharf/documents/Sharf1998,%20Religious%20Experience.pdf>. Hozzáférés ideje: 2019-04-28 Archiválva 2013. május 13-i dátummal a Wayback Machine-ben
- Shear, Jonathan (1994), "On Mystical Experiences as Support for the Perennial Philosophy", Journal of the American Academy of Religion 62 (2):  319–342
- Sherrard, Philip (1998), "Christianity and Other Sacred Traditions", Christianity: Lineaments of a Sacred Tradition, Brookline, Massachusetts: Holy Cross Orthodox Press
- Shipley, Morgan (2015), Psychedelic Mysticism: Transforming Consciousness, Religious Experiences, and Voluntary Peasants in Postwar America, Lexington Books
- Slavenburg & Glaudemans (1994), Nag Hammadi Geschriften I, Ankh-Hermes
- Smith, Huston (1987), "Is There a Perennial Philosophy?", Journal of the American Academy of Religion 55 (3):  553–566
- Soares de Azevedo, Mateus, ed. (2005), Ye Shall Know the Truth: Christianity and the Perennial Philosophy, World Wisdom

### Web-es források
1. ↑  IEP
2. ↑  Stanford Encyclopdeia of Philosophy, Transcendentalism
3. 1 2 3 4  Jone John Lewis, What is Transcendentalism?". [2013. december 9-i dátummal az eredetiből archiválva]. (Hozzáférés: 2019. április 28.)
4. ↑  Barry Andrews, THE ROOTS OF UNITARIAN UNIVERSALIST SPIRITUALITY IN NEW ENGLAND TRANSCENDENTALISM  Archiválva 2013. szeptember 21-i dátummal a Wayback Machine-ben.
5. ↑  Primordial Tradition magazine. http://www.primordialtraditions.com/ , 2008. június 10. (Hozzáférés: 2019. április 28.)
6. 1 2  Melton, J. Gordon – Director Institute for the Study of American Religion. New Age Transformed, retrieved 2006-06
7. ↑  Gellman, Jerome, "Mysticism", The Stanford Encyclopedia of Philosophy (Summer 2011 Edition), Edward N. Zalta (ed.)

## Fordítás
- Ez a szócikk részben vagy egészben  a   Perennial philosophy című angol Wikipédia-szócikk fordításán alapul.  Az eredeti cikk szerkesztőit annak laptörténete sorolja fel. Ez a jelzés csupán a megfogalmazás eredetét és a szerzői jogokat jelzi, nem szolgál a cikkben szereplő információk forrásmegjelöléseként.
- Ez a szócikk részben vagy egészben  a   The Primordial Tradition című angol Wikipédia-szócikk fordításán alapul.  Az eredeti cikk szerkesztőit annak laptörténete sorolja fel. Ez a jelzés csupán a megfogalmazás eredetét és a szerzői jogokat jelzi, nem szolgál a cikkben szereplő információk forrásmegjelöléseként.